# Таш-Кой
Таврские каменные ящики — памятники таврской культуры VI в. до н. э. — I в. н. э, расположеные в Байдарской долине к северу от села Новобобровское (Балаклавский район Севастопольского горсовета). Восточная группа могильников на опушке леса в литературе также называется Таш-Кой I, а западная в редколесье Таш-Кой II.

## Расположение и описание
Мегалитический могильник Таш-Кой находится на правом, западном берегу ручья Эски-Бага. Древние погруженные в землю Таш-Койские каменные ящики стоят вдоль условной линии восток-запад, и когда-то их было более сотни. Теперь видимыми осталось всего несколько десятков. Каменные ограды из вертикально стоящих камней, крышки каменных ящиков использовали для строительства более поздние жители этой местности, так что большая часть захоронений была разобрана. Это древнее место татары назвали Таш-Кой, что переводится как «Каменное Село».
Впервые могильник упомянут В. Х. Кондараки (1875), Ю. А. Кулаковским (1896). Раскопки проводили Н. И. Репников (1907), в советское время руководитель Севастопольской археологической экспедиции О. Я. Савеля (1985).

Каменные ящики расположены грядами в направлении, близком к оси восток-запад. С западной стороны некрополя прослеживается ограда из поставленных на ребро крупных блоков известняка. На территории могильника заметны остатки позднейшего средневекового поселения. Ящики — в большинстве без оград, сложены из четырёх цельных плит. Длина ящиков — 1,1-2,5 метра, ширина — 0,75-1,1 метра, глубина — 0,55-1,0 метра. Могильники были разграблены еще в древности. По результатам раскопок 1907 и 1984 годов из погребального инвентаря до нашего времени сохранились лишь мелкие предметы: бронзовые спиралевидные и грибовидные подвески, бляшки, бусы, бисер, раковины каури, а также остатки упокойных приношений.

Восточная группа могильников
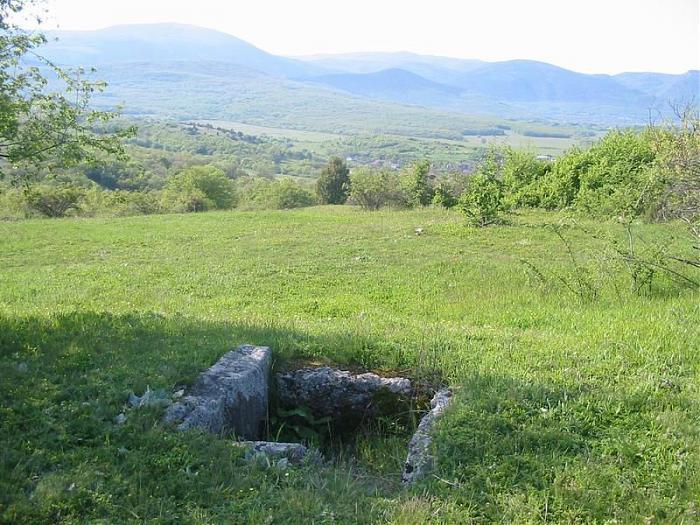
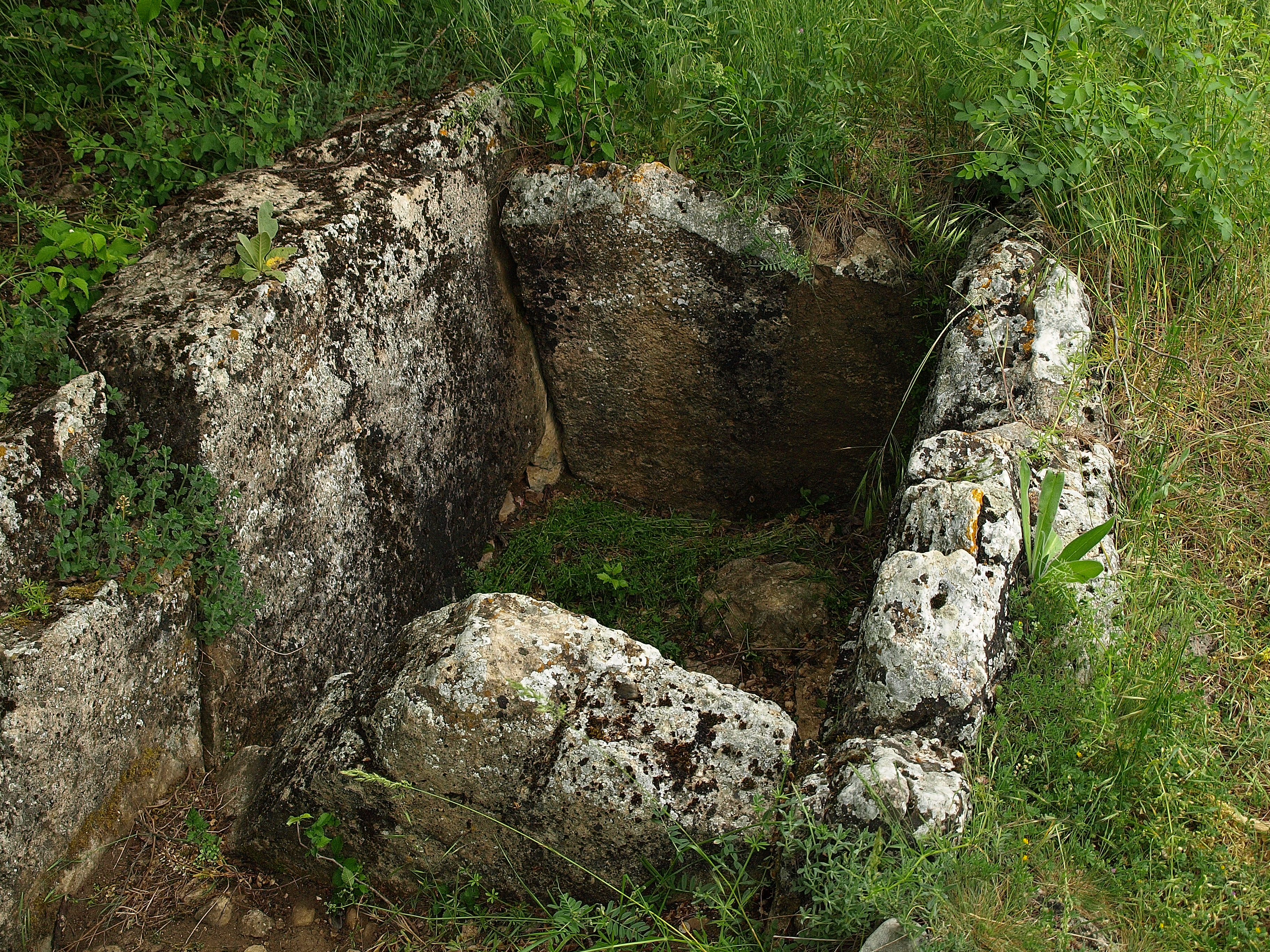
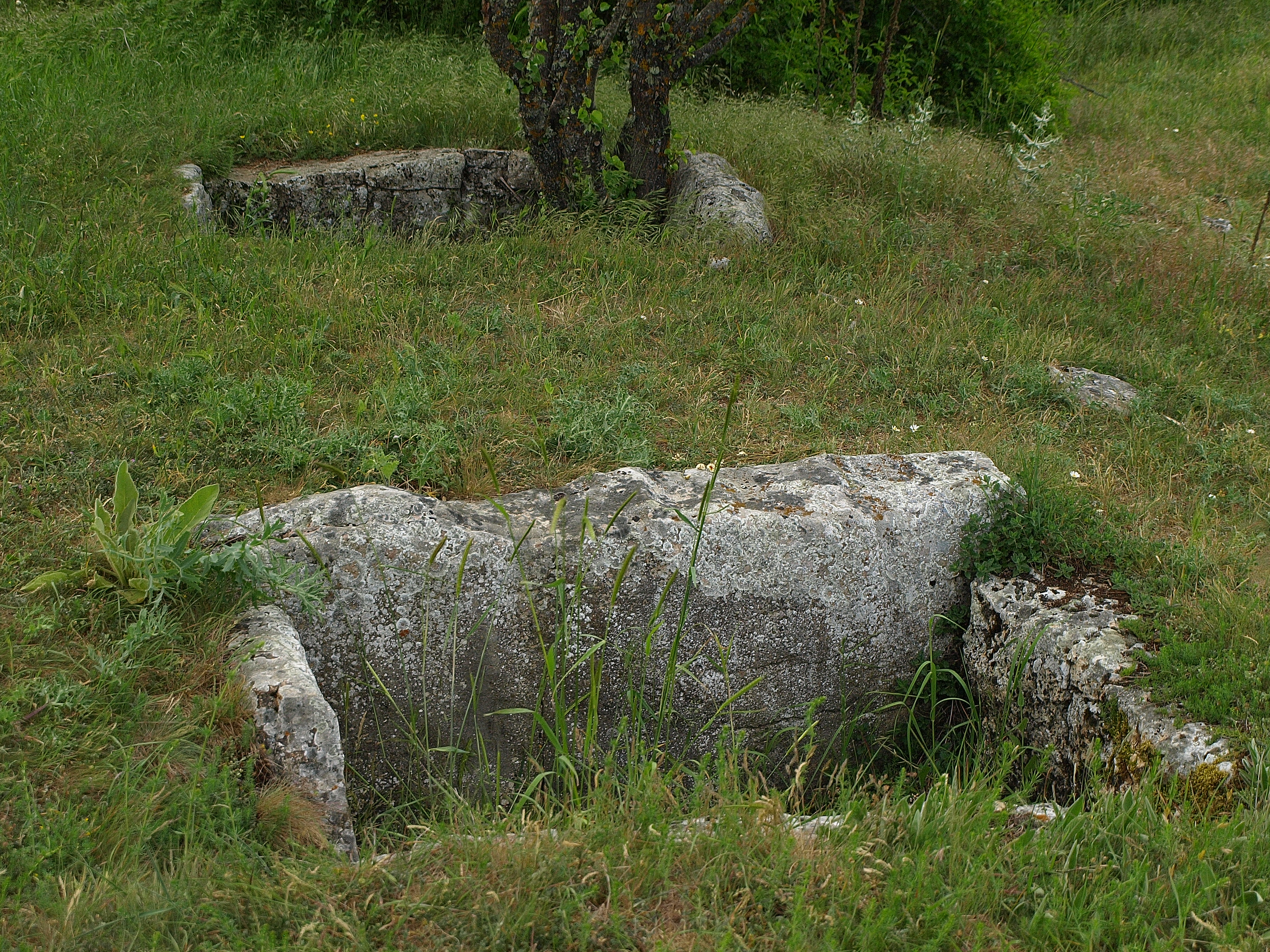

Западная группа могильников
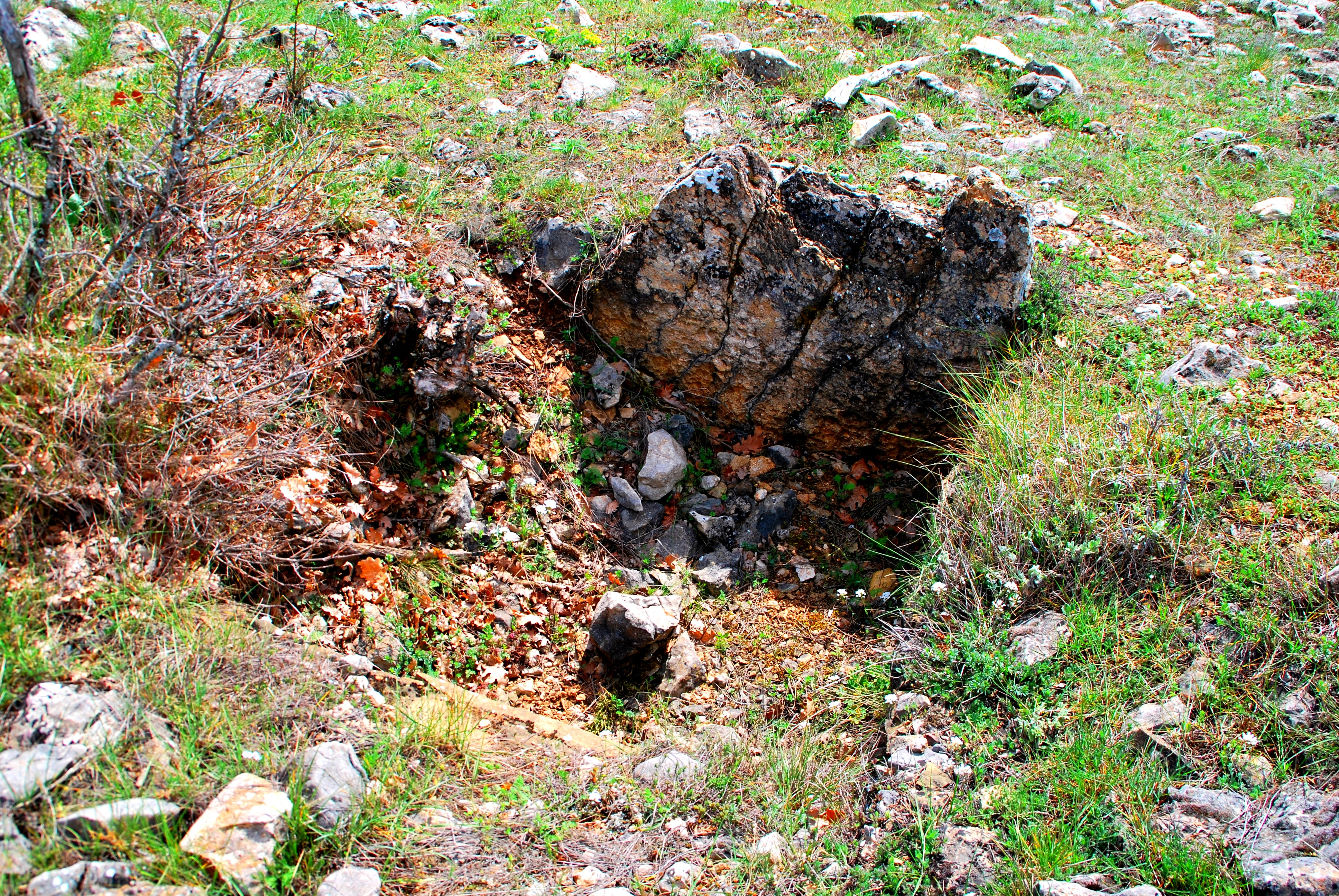
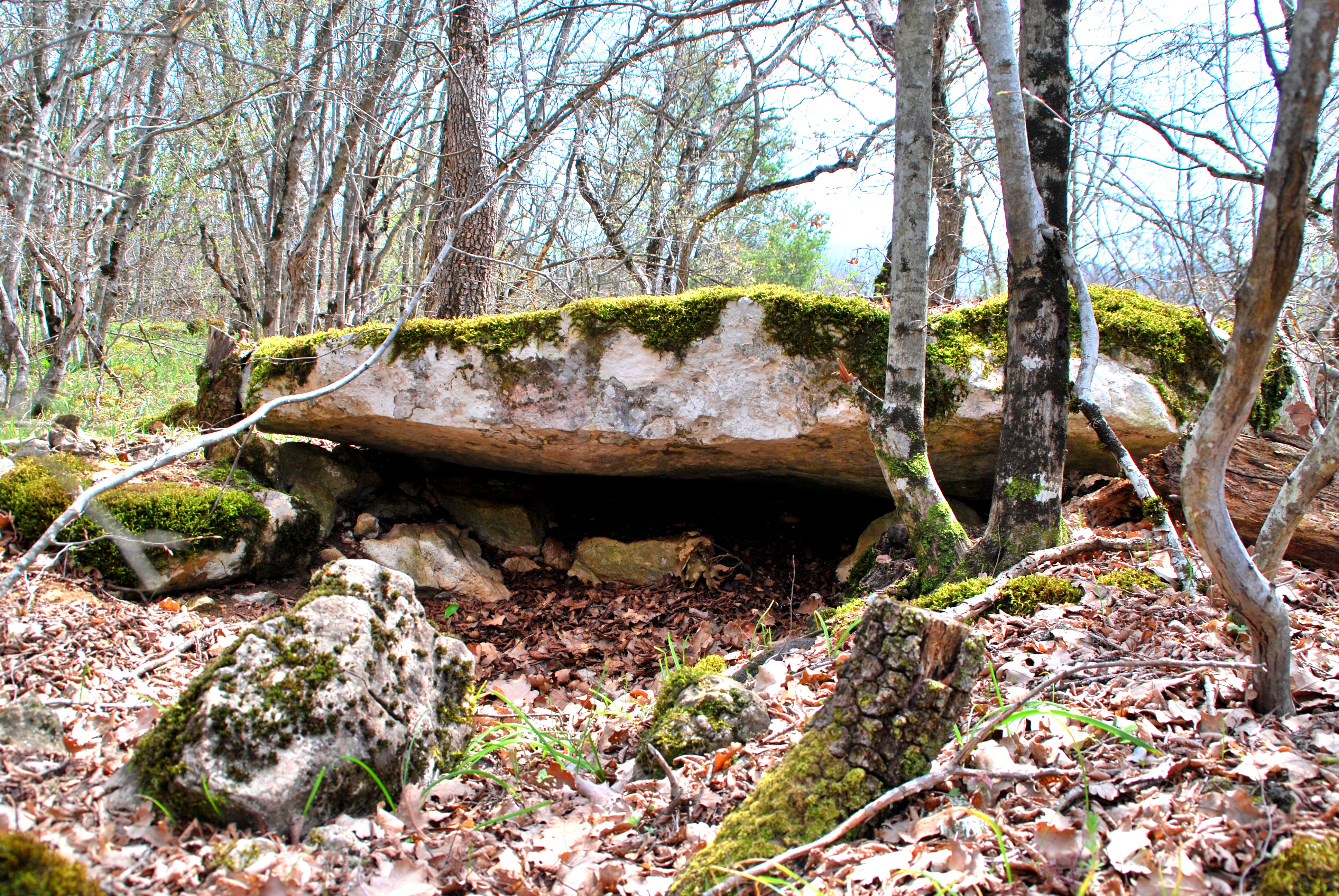
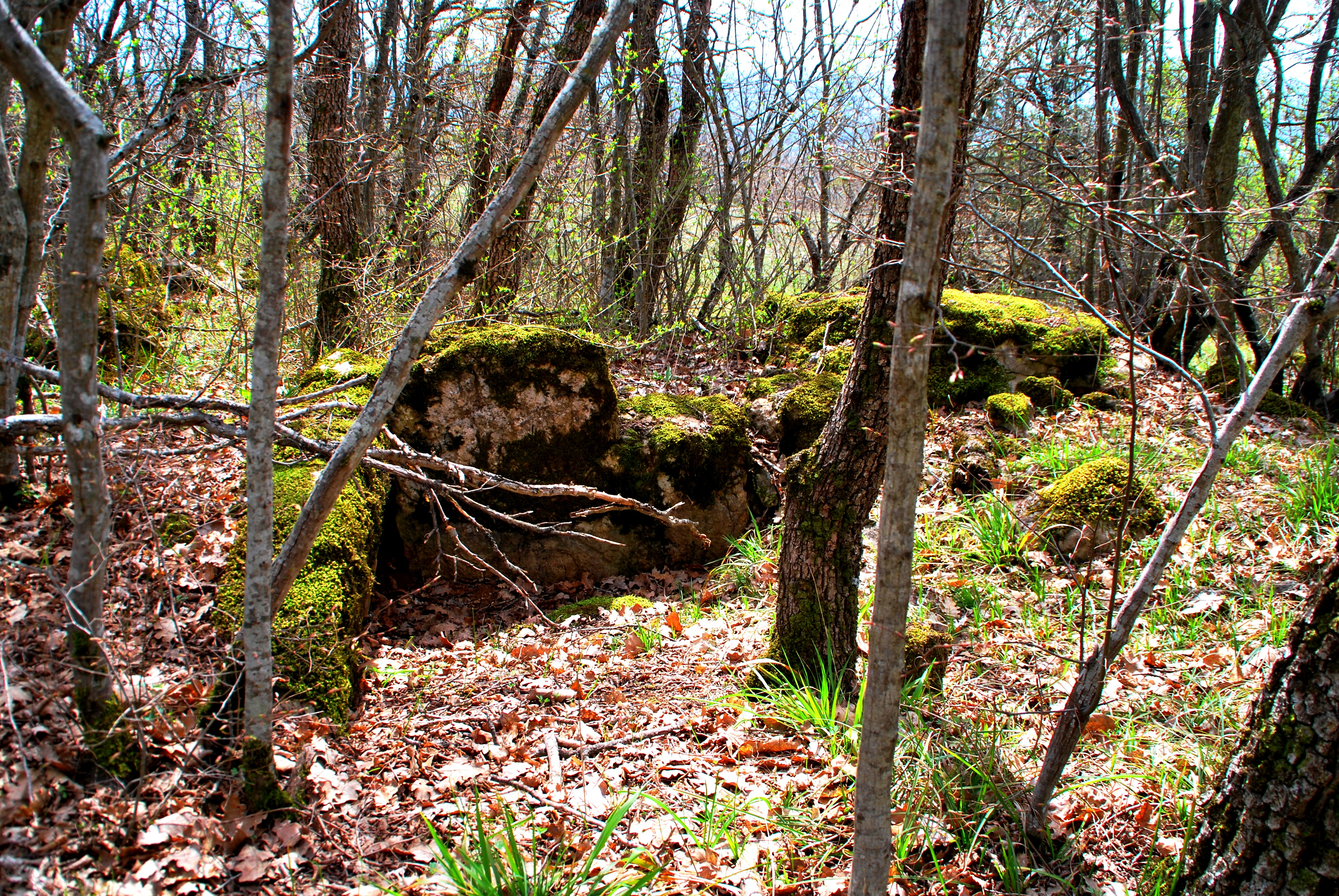
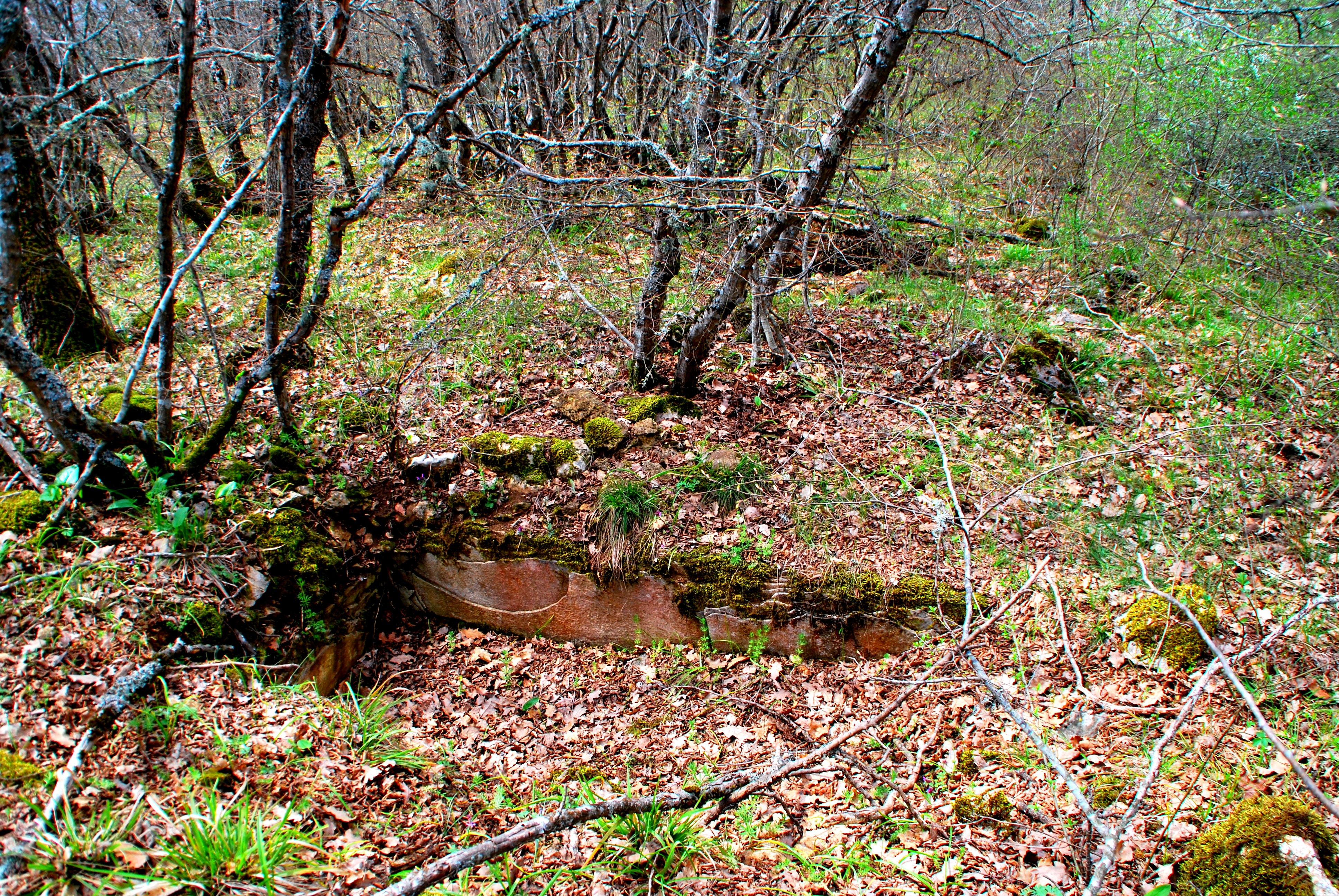